# Алієв Наріман Рідьванович
Наріма́н Рідьва́нович Алі́єв (крим. Nariman Ridvan oğlu Aliyev; нар. 15 грудня 1992, Петрівка, АР Крим, Україна) — український режисер та сценарист кримськотатарського походження. Лауреат премії кінокритиків «Кіноколо» 2019 року (найкращий режисер і найкращий фільм). Ведучий і творець подкастів Mincultpryvit та Bromance podcast.
Роботи режисера були представлені на головних фестивалях України (на Одеському міжнародному кінофестивалі, Wiz-Art, кінофестивалі «Молодості»).
Заслужений діяч мистецтв України (2020).

## Біографія
Народився 15 грудня 1992 року в селі Петрівка Красногвардійського району АР Крим у родині кримських татар Гульжиян та Рідьвана Алієвих. Батьки Нарімана народилися в депортації, в Узбекистані, там здобули вищу освіту й мали роботу. Батько очолював обчислювальний центр. Матір разом із симерічним сином Ерфаном Селімовим повернулася до Криму у 1989 році у віці майже тридцяти років, а батько — у віці близько сорока. Вже в Криму вони познайомилися.
Дитинство Нарімана Алієва проходило в Криму, де кримськотатарський народ лише починав процес повернення після депортації. У школі кримськотатарська мова викладалася факультативно, тому заняття проводилися в малих групах, що посилювало відчуття ізоляції. Як зазначає сам Алієв: «Ти живеш у країні під назвою Україна, в російськомовному середовищі, при цьому ти кримський татарин і розумієш, що в тебе інша релігія, інші традиції, мова, культура, ніж у більшості. Вас меншість».
У 2009 році закінчив Петрівську ЗОШ I—III ступенів № 1[джерело?], після чого у віці 16 років приїхав до Києва для вступу до Київського національного університету театрального мистецтва імені І. К. Карпенка-Карого, але не вступив і повернувся до Криму. Пізніше він отримав запрошення від ПВНЗ «Інститут екранних мистецтв», куди успішно вступив на режисерський факультет (Майстерня Олега Фіалко).
Загалом протягом двох років Алієв намагався вступити до КНУКіТ чотири рази, але стати студентом цього закладу йому вдалося лише на п'ятому курсі магістратури.

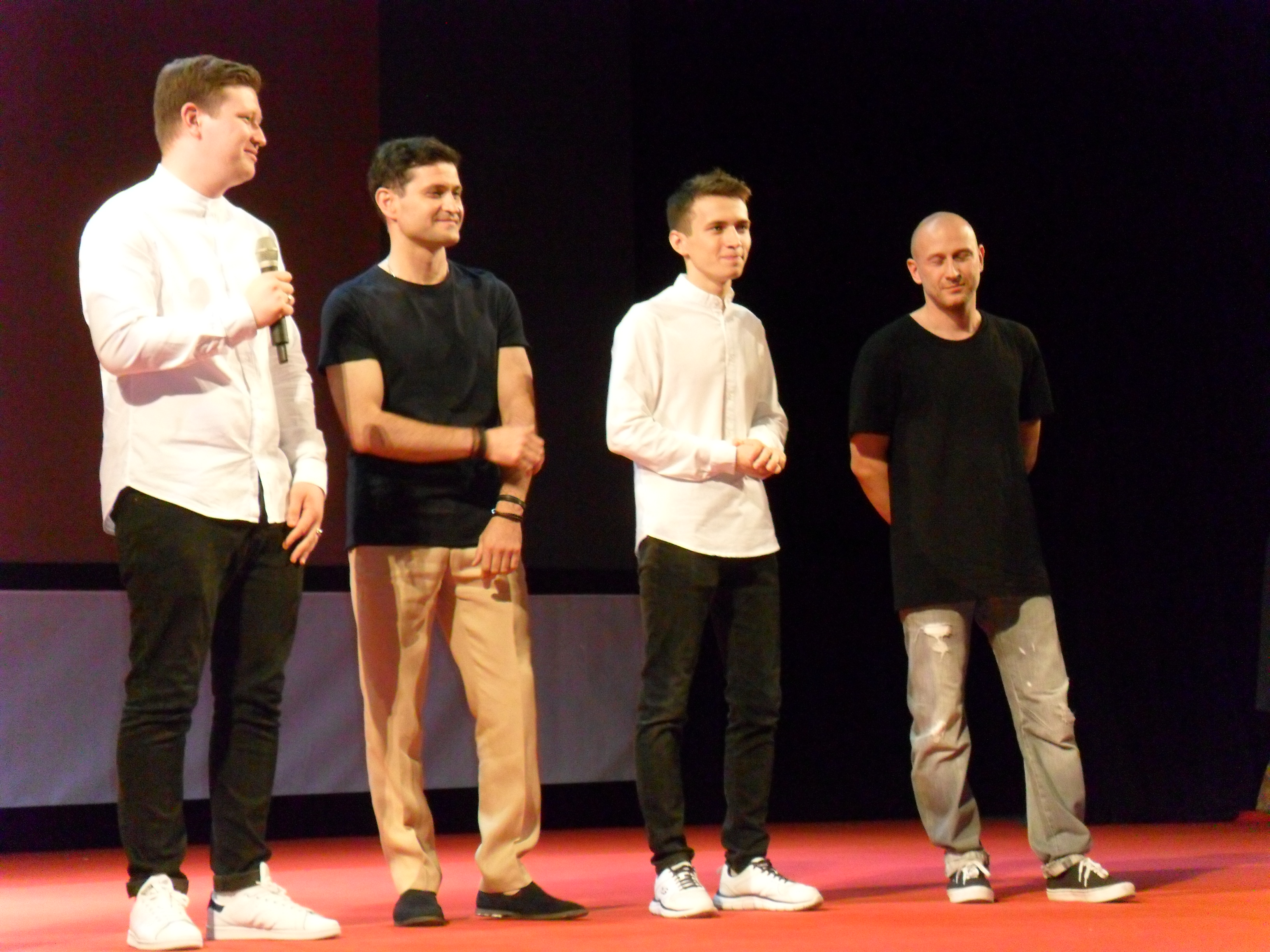
Наріман Алієв (перший ліворуч), Ахтем Сеїтаблаєв, Ремзі Білялов та Володимир Яценко під час презентації фільму «Додому» на 10-му Одеському МКФ 14 липня 2019 року

У 2014 році отримав диплом спеціаліста з режисури телебачення у КНУТКіТ ім І. К. Карпенко-Карого[джерело?].
У 2016 році номінувався на Кришталевого ведмедя Берлінського міжнародного кінофестивалю за свій короткометражний фільм «Без Тебе».
Член Української кіноакадемії з 2017 року.
Член Європейської кіноакадемії з 2019 року.
Член Громадської ради Українського оскарівського комітету з 2019 року.
Дебютний повнометражний фільм Нарімана Алієва «Додому» (2019) було відібрано до конкурсної програми «Особливий погляд» 72-го Каннського міжнародному кінофестивалю.
Головну роль у цьому road-movie про батьківщину митця отримав актор та режисер Ахтем Сеїтаблаєв. Продюсером фільму виступив Володимир Яценко. У 2019 роцу стрічка також потрапила у лонг-лист премії «Оскар» від України.
Зараз режисер працює над новим проєктом — історичною драмою про депортацію кримськотатарського народу під назвою «Орталан» (ORTALAN).

### Після повномасштабного вторгнення
24 лютого 2022 року Наріман зустрів у Львові. З перших днів вторгнення долучився до збору коштів на гуманітарні потреби.

## Фільмографія
| Рік      | Фільм                           | Виступав у ролі: | Виступав у ролі: | Виступав у ролі: | Виступав у ролі: | Виступав у ролі: | Виступав у ролі: | Примітки               | Оригінальна назва         |
| Рік      | Фільм                           | Режисера         | Сценариста       | Продюсера        | Оператора        | Монтажера        | Актора           | Примітки               | Оригінальна назва         |
| -------- | ------------------------------- | ---------------- | ---------------- | ---------------- | ---------------- | ---------------- | ---------------- | ---------------------- | ------------------------- |
| 2013     | Повернутись зі світанком        | Так              | Так              | Так              | Так              | Так              |                  | Короткометражний фільм | крим. Tan Atqanda Qaytmaq |
| 2013     | Діма                            |                  |                  |                  | Так              | Так              |                  | Короткометражний фільм | —                         |
| 2014     | Тебе кохаю                      | Так              | Так              | Так              | Так              | Так              |                  | Короткометражний фільм | крим. Seni Sevem          |
| 2014     | Чорний                          |                  |                  |                  |                  | Так              |                  | Короткометражний фільм | азер. Qara                |
| 2014     | Син                             |                  |                  |                  | Так              |                  |                  | Короткометражний фільм | —                         |
| 2016     | Без тебе                        | Так              | Так              | Так              | Так              | Так              |                  | Короткометражний фільм | крим. Sensiz              |
| 2016     | Кров                            |                  |                  |                  |                  |                  | Так              | Короткометражний фільм | —                         |
| 2017     | Live Photo                      |                  | Так              |                  |                  |                  |                  | Короткометражний фільм | —                         |
| 2017     | Марія                           |                  | Так              |                  |                  |                  |                  | Короткометражний фільм | —                         |
| 2019     | Додому                          | Так              | Так              |                  |                  |                  |                  | Повнометражний фільм   | крим. Evge                |
| невідомо | Комунальне чтиво написане криво |                  |                  |                  |                  |                  | Так              | Короткометражний фільм | —                         |

## Цікаві факти
- У своїх короткометражних фільмах працював лише з непрофесійними акторами, переважна кількість із яких є родичами режисера[20].
- Батьки Рідьван Алієв та Гульжиян Алієва є також продюсерами усіх короткометражних стрічок режисера[21].
- Три короткометражні фільми режисера «Повернутись зі світанком», «Тебе кохаю» та «Без тебе» є частинами трилогії «Кримські історії»[22].
- Короткометражний фільм «Без тебе» присвячений рідному брату режисера Ерфану Селімову, який загинув в автокатастрофі у 2010 році[23].
- Прихильник Жана-Люка Годара та Вуді Аллена[20].
- Найвищими цінностями є насамперед сімейні відносини[24].